# Торрехонсільйо
Торрехонсільйо (ісп. Torrejoncillo) — муніципалітет в Іспанії, у складі автономної спільноти Естремадура, у провінції Касерес. Населення — 3307 осіб (2010).
Муніципалітет розташований на відстані близько 240 км на захід від Мадрида, 45 км на північ від Касереса.
На території муніципалітету розташовані такі населені пункти: (дані про населення за 2010 рік)
- Торрехонсільйо: 2912 осіб
- Вальденсін: 395 осіб

## Демографія
Динаміка населення (INE ):